# Паулуччи
Паулуччи (итал. Marquis Paulucci) — дворянский род.
Родоначальник — уроженец Модены Филипп Осипович Паулуччи (1779—1849) — французский и российский военный деятель; генерал-адъютант.
Его сын, Александр-Николай Филиппович Паулуччи (1840—1893) — выпускник Пажеского корпуса, камергер Императорского двора. Был женат первым браком на Аделаиде Дмитриевне Нарышкиной, умершей вскоре после рождения сына. С 1870 года женат вторым браком на Елизавете Михайловне Мартыновой (родственнице убийцы Лермонтова Н. С. Мартынова), в качестве приданого получил винокуренный завод, два трактирных заведения, рыбную лавку, каменоломню, 10990 десятин земли в Свияжском уезде Казанской губернии. Именным Высочайшим указом императора Александра III от 5 (17) декабря 1890 года ему дозволено с нисходящим потомством пользоваться в России титулом маркиза.
Его сыновья:
- От первого брака — маркиз Александр Александрович Паулуччи (1865—1919) — окончил в 1885 году Пажеский корпус и служил в кавалерийском полку. Выйдя в отставку в звании полковника лейб-гвардии Кавалергардского полка, стал помещиком Казанской губернии. Камергер. После революции 1917 года работал в Госархиве. Скончался в 1919 году в Петрограде от испанки. Сведения о потомках отсутствуют (по всей видимости, семьи не имел).
- От второго брака — маркиз Виктор Александрович Паулуччи (1873—1940), в 1894 г. выпущен из Пажеского корпуса в Кавалергардский полк.

На помосте стояла повозка с денежным ящиком, охранявшаяся часовым с винтовкой за плечами и шашкой наголо. Бессмысленным казалось сопровождать казначея полка, хилого и совсем полуштатского штаб-ротмистра маркиза Паулуччи, к этому ящику, из которого он с особым благоговением вынимал или в который вкладывал какой-нибудь конверт.
— Игнатьев А. А. [militera.lib.ru/memo/russian/ignatyev_aa/06.html Пятьдесят лет в строю. Книга I, глава 6]. — М.: Воениздат, 1986. — С. 61. — ISBN 5-203-00055-7.
В 1894 году получил чин полковника гвардейской кавалерии. Камергер Императорского двора. В 1914—1917 годах — свияжский уездный предводитель дворянства. Был женат на Марии Николаевне Гирс (†1939), дочери русского дипломата Н. Н. Гирса. В браке родились дети: Елизавета (1906-?) и Николай (1908-?). После революции 1917 года В. А. Паулуччи с семьёй жил в эмиграции. Скончался в 1940 году и был похоронен в Ницце, на русском кладбище Кокад.

## Описание герба
В золотом щите на зелёной траве подымающийся чёрный медведь с червлеными глазами и языком. В червленой главе щита серебряный с широкими концами крест и золотые латинские буквы S.P.Q.R (Senatus populus que Romanus).
Щит увенчан маркизской древней короной. Нашлемник: три страусовых пера: среднее — золотое, крайние — червленые. Намет: червленый, подложен золотом. Герб маркизов Паулуччи внесен в Часть 16 Общего гербовника дворянских родов Всероссийской империи, стр. 10.

## Представители фамилии
- Паулуччи, Амилькар Карлович — Георгиевский кавалер; полковник; № 8870; 1 февраля 1852.
- Паулуччи, Филипп Осипович — Георгиевский кавалер; генерал-майор; № 2068 (939); 7 мая 1809.

## Интересные факты
- С родом Паулуччи связано название речного острова у Казани.